# Elena Anguissola
Elena Anguissola, född 1532, död 1584, var en italiensk målare.  Hon var syster till Sofonisba Anguissola.
Hon var nunna, men flera uppmärksammade tavlor av henne är identifierade. 